# Pferde in Kirgisistan

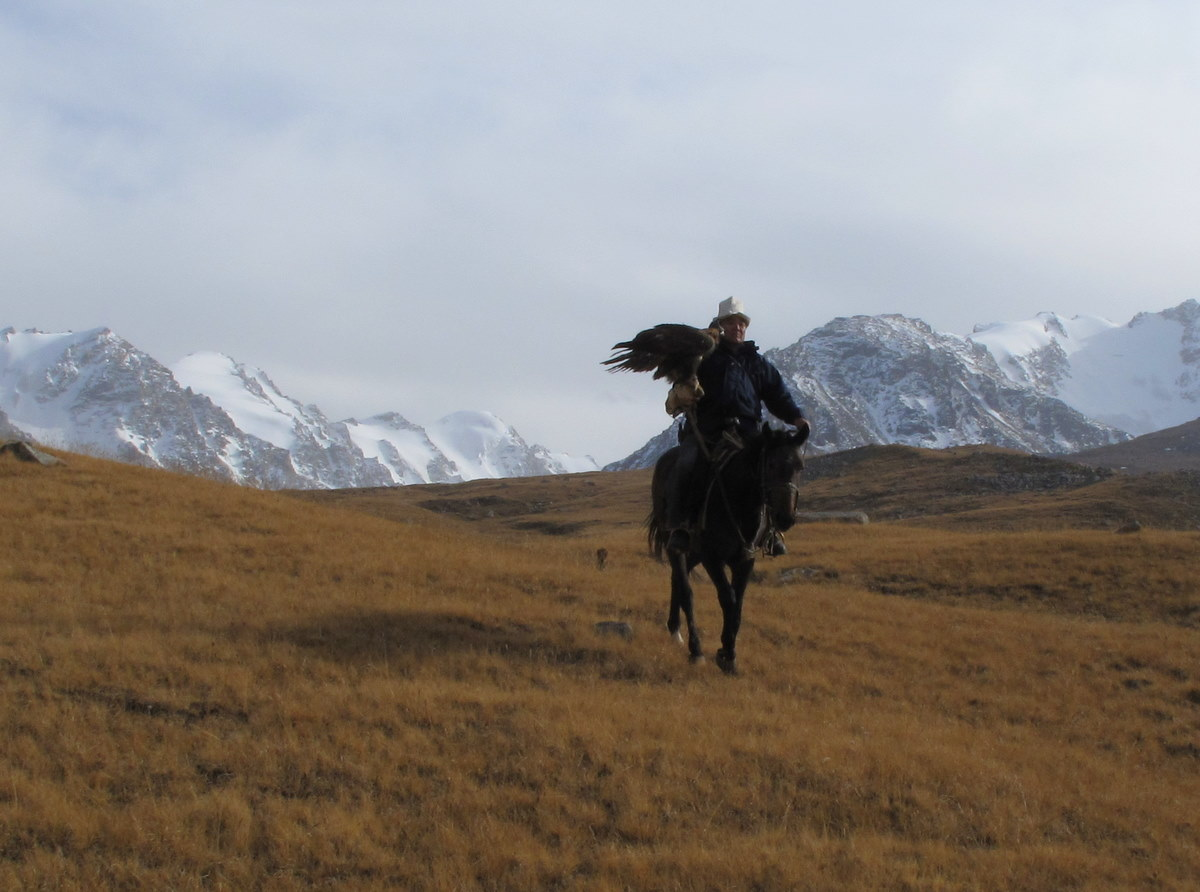
Kirgise bei der Beizjagd mit einem Adler (Berkutchi), 2009

Pferde in Kirgisistan sind, wie in allen anderen nomadisch geprägten turko-mongolischen Ländern, ein wichtiges Element der Wirtschaft und der Kultur. Die weite Verbreitung des Pferdes erlaubte den nomadisierenden Kirgisen, Kriege zu führen, zu jagen und sich in ihrem gebirgigen Land fortzubewegen. Wertvolle Pferde sind ein Statussymbol.
Der Besitz großer Pferdeherden war zu Sowjetzeiten in Kirgisistan verboten, was für die kirgisische Bevölkerung viele Schwierigkeiten mit sich brachte. Die Sowjets modernisierten die ursprüngliche einheimische Pferderasse, den Kirgisen, indem sie ihn mit Don-Pferden und Vollblütern kreuzten. So entstand der Novokirgise.
Seit der Krisenzeit in den 1990er Jahren erleben Pferdezucht, Reitspiele, Stutenmilch und traditionelle Feste, bei denen Pferde geopfert und anschließend verzehrt werden, eine Renaissance. In Kirgisistan werden sechs Pferderassen gezüchtet, die wichtigste ist der Kirgise, der in der Literatur und der mündlichen Überlieferung eine wichtige Rolle spielt und mitunter den Menschen gleichgestellt wird.

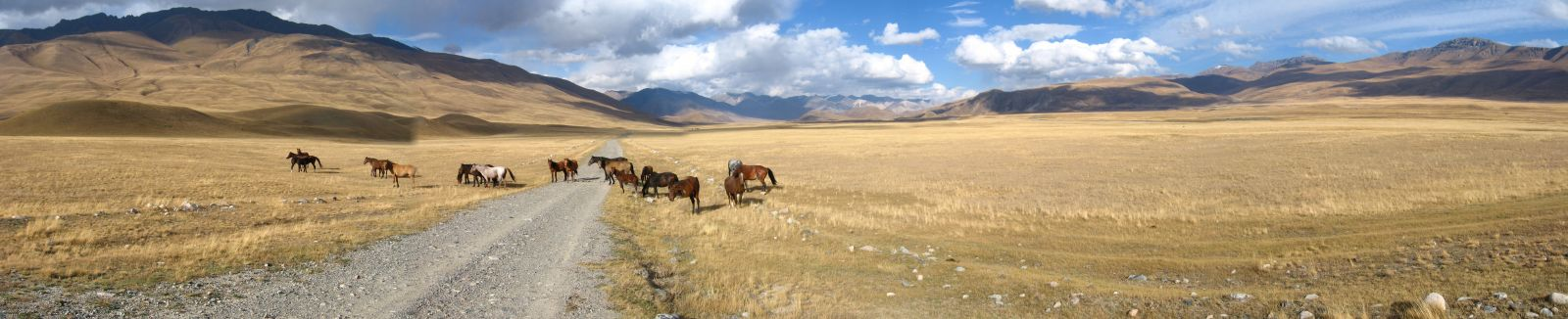
Traditioneller Lebensraum des Pferds in Kirgisistan

## Geschichte

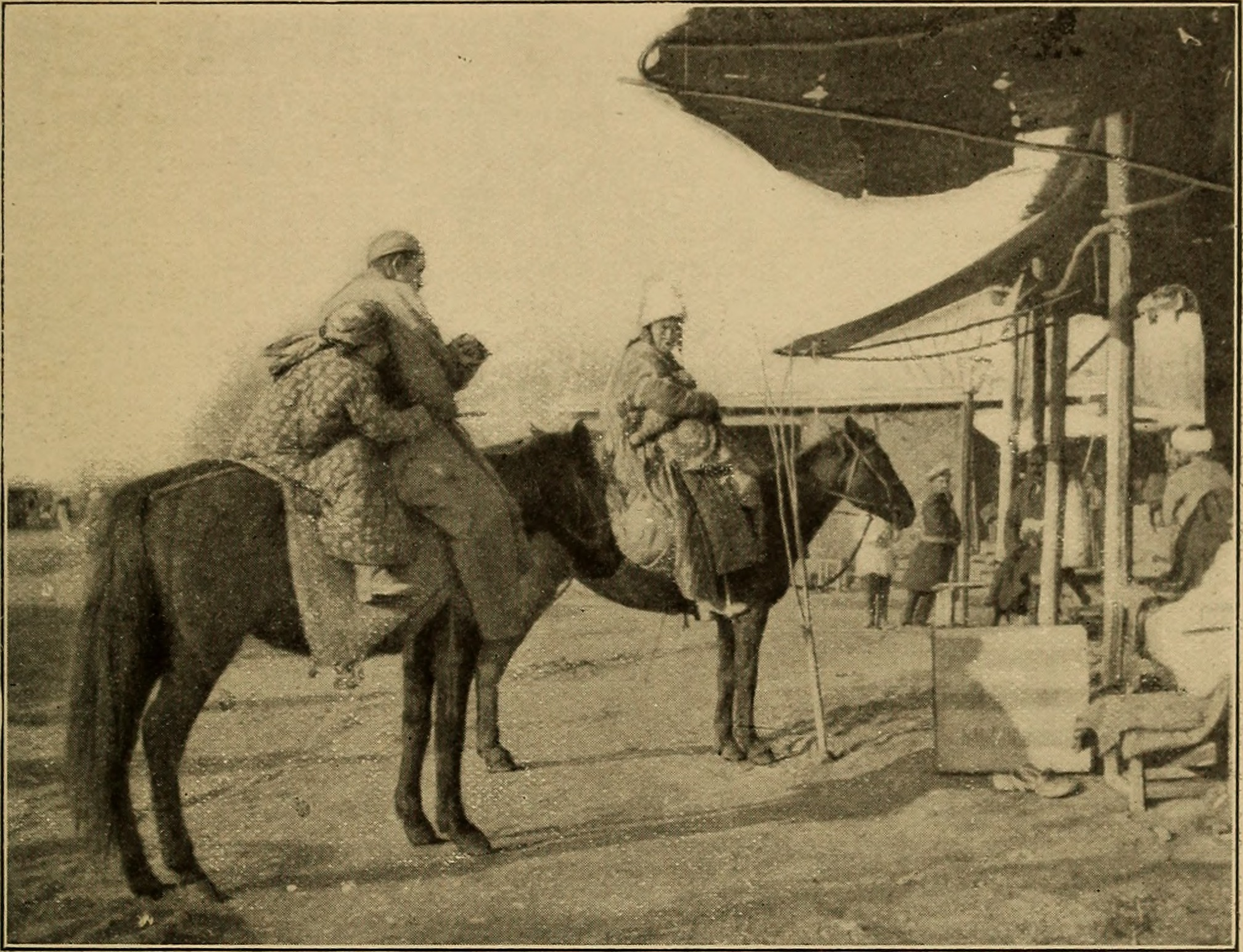
kirgisische Familie beim Einkaufen in Osch, 1902

Kirgisistan liegt an der Seidenstraße und wurde seit langer Zeit von Reitern durchquert. Das Pferd diente den Nomaden sowohl zur Fortbewegung als auch für landwirtschaftliche Arbeiten. Es wurden Stangenschleifen verwendet. Fuhrwerke gelangten erst mit der russischen Eroberung Turkestans in den 1860er Jahren, nach Kirgisistan. Bis zum Ende des 19. Jahrhunderts wurden alle Kriege der Kirgisen zu Pferd durchgeführt. Die gesamte Wirtschaft des Landes war auf die Tierhaltung ausgerichtet: Pferde und Schafe wurden in allen Bereichen als Zahlungsmittel verwendet. Kinder lernten schon früh das Reiten. Die Fähigkeiten eines guten Reiters wurden daher besonders geschätzt. Vor der Sowjetzeit hing der sozialen Status eines Kirgisen von der Anzahl Pferde ab, die er besaß. Pferdefell wurde zu Pelzkleidung verarbeitet.

### Sowjetunion

#### Kollektivierung und Sesshaftmachung
Wie auch andere Sowjetrepubliken erlebte Kirgisistan mit der Gründung von Kolchosen und Sowchosen einen Niedergang seiner Reittraditionen, unter anderem aufgrund der Einführung von PKWs und Traktoren. Die Kirgisen widersetzten sich lange Zeit der Sesshaftigkeit und blieben zumeist lieber Nomaden. Dies führt zu teilweise gewalttätigen Zusammenstößen zwischen nomadischen Hirten und Anhängern des Kommunismus. Einige zogen es vor, ihr gesamtes Vieh vor der Flucht zu schlachten, anstatt es der Kollektivierung zu übergeben. Die Beschlagnahmung dieser Herden, zu denen neben Pferden auch andere Haustiere gehörten, war der Ursprung der ersten kollektivierten Staatsbetriebe in Kirgisistan. Sie folgt auf eine zunehmende Sesshaftigkeit der Kirgisen ab 1931, insbesondere in den ärmsten Bevölkerungsschichten. Kolchosen und Sowchosen stellten Pferde zur Bewachung und Überwachung der Herden zur Verfügung. Während nomadische Hirten Herden von bis zu 80 Pferden besitzen konnten, war die Anzahl der Tiere, die sie für den Eigenbedarf halten durften, streng begrenzt. Im Gebiet des Rajons Tong (Oblus Yssyk-Köl) durften sie in den 1970er Jahren nur eine Stute und ein Fohlen haben, weitere Tiere wurden für die Kollektivwirtschaft beschlagnahmt. Es kam häufig vor, dass Züchter ihre Pferde vor den Behörden versteckten.

#### Zuchtgeschichte des Novokirgisen

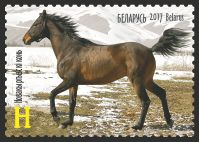
Briefmarke mit einem Novokirgisen

Nach der russischen Eroberung Turkestans in den 1860er Jahren, benötigten die Russen zahlreiche Pferde für die kaiserliche Armee und wollten die einheimischen kirgisischen Pferde nutzen. Sie sahen in den einheimischen Pferden positive Eigenschaften wie Ausdauer, Genügsamkeit und harte Hufe, die sogar in den Bergen nicht beschlagen werden mussten und die gute Anpassung an ihre Umgebung. Die durchschnittliche Widerristhöhe des Kirgisen lag bei 133–137 cm. Für Armeepferde waren sie damit zu klein. Ihr Äußeres wurde, wenig schmeichelhaft, mit übergroßen Shetlandponys verglichen. Dieses Problem konnte entweder durch Selektion über Generationen hinweg, oder durch Veredelung, die schnellere Erfolge versprach, gelöst werden. Es gab Stimmen, die für eine Reinzucht plädierten und jegliche Einkreuzung von Fremdblut ablehnten, weil sie Fähigkeit zur außergewöhnlich schnellen Erholung nach großen Anstrengungen der einheimischen Rassen erhalten wollten. Schlussendlich entschieden sich die Russen zu einer Veredelungszucht, bei der jedoch der lokale Typ vorherrschend bleiben sollte und nicht für eine Verdrängungszucht, weil die Härte und die Anpassung an die lokalen Bedingungen nicht verloren gehen sollten. Der Generalgouverneur von Turkestan Kuropatkin schlug vor einheimische Stuten mit großrahmigeren Karabaiern (ca. 155 cm Stockmaß) aus Usbekistan und Yomud-Hengsten (ca. 150 cm) aus Turkmenistan zu decken. In der Zarenzeit kamen in geringem Maß auch Englische Vollblüter zum Einsatz.
V. A. Pânovskij gründete 1907 in Prschewalsk, dem heutigen Karakol, zunächst ein kleines privates Gestüt, das 1912 in eine öffentliche Einrichtung umgewandelt wurde. Nach der Revolution wurde er zum Kommissar für örtliche Pferdezucht ernannt. Er kehrte 1918 zu dem Gestüt in Prschewalsk zurück, um es vor der Zerstörung zu bewahren.
Als K. Čackin 1919 zum Leiter der turkestanischen Gestütsverwaltung ernannt, konnte er nicht verhindern, dass viele Höfe zerstört wurden, wertvolle Zuchttiere ums Leben kamen und Züchter ins Ausland fliehen mussten. Čackin wollte keine Kriegspferde, sondern ein vielseitiges Reit- und Arbeitspferd züchten. Deshalb kreuzte er Kirgisen mit Zugpferden und Trabern. Er legte Wert darauf die wertvollen einheimischen Rassen zu erhalten und war der Ansicht, dass auch die Lebensbedingungen der Pferdezüchter besser werden müssten, wenn die Rasse besser werden sollte. Er bemühte sich um eine gerechte Verteilung von Weiden und Mähwiesen, die Erneuerung von Wanderrouten und die Bekämpfung von Tierseuchen.
1920 schrieb ein Vertreter vom Volkskommissariat für Landwirtschaft, dass in den Gestüten die sozialistische Revolution noch nicht durchgesetzt sei. Er bemängelte die bürgerliche Zielsetzung und die mangelnde Anbindung an das Volkskommissariat für Landwirtschaft und die Verwendung von Vollblütern in der Zarenzeit, wollte sie jedoch weiterhin einsetzen.
In der Folge gründete die sowjetische Regierung zwei weitere Gestüte in Yssyk-Köl (1926) und Naryn (1927). Es wurden zahlreiche Pferde importiert: 1949 waren 17 % der Pferde der Kolchosen und Sowchosen in Kirgisistan ausländischer oder gemischter Abstammung. Das Zuchtbuch für die neue Rasse Novokirgise (Russisch für „neuer Kirgise“) wurde 1954 eröffnet. Die Zucht erfolgte hauptsächlich mit Vollblut-Hengsten und Don-Pferden. 1979 gehörten rund 53 % der Pferde in Kirgisistan zu den Novokirgisen. Der ursprüngliche Kirgise wurde in der Statistik nicht mehr geführt. Carole Ferret berichtet von dem Nationalstolz auf die Novokirgisen, der auf der Ansicht beruht, dass die Gene des kirgisischen Pferdes so stark seien, dass sie auch in eine Kreuzungszucht dominierten.
Der Nowokirgise brachte es anfangs auf 143–151 cm, später dann auf durchschnittlich 155 cm.
Novokirgisen sind gut an die Bedingungen im Hochland angepasst. Sie werden zur Arbeit sowie zur Fleisch- und Milchproduktion eingesetzt. Sie haben kurze Beine, eine kräftige Konstitution und ähneln in Typ und Körperbau dem Don-Pferd.
Hengste haben eine durchschnittliche Widerristhöhe von 156 cm, bei einer Körperlänge von 158 cm, einem Brustumfang von 188 cm und einem Röhrbeinumfang 20,5 cm. Stuten haben eine durchschnittliche Widerristhöhe von 151 cm, bei einer Körperlänge von 155 cm, einem Brustumfang von 180 cm und einem Röhrbeinumfang 19 cm.
Novokirgisen haben einen mittelgroßen, klar geschnittenen Kopf, einen gut ausgeprägten Widerrist, einen geraden Rücken und eine stark bemuskelte Kruppe. Die Beine sind klar mit gut ausgeprägten Sehnen. Häufig treten Säbelbeine auf. Eine leicht säbelbeinige Haltung kommt bei vielen Gebirgspferden vor und wird hier auf Grund der höheren Trittsicherheit in unsicherem Gelände toleriert und sogar in die Rassenbeschreibung mit aufgenommen.
Bei den Novokirgisen gibt es drei Typen, einen mittleren Typ, einen schweren Typ und einen Reitpferdetyp. Die ursprünglichen Kirgisen wurden nach ihrer geografischen Herkunft unterschieden (Naryn, Turgen, Talas, Alaj).

### Unabhängigkeit

Reiterstandbild in Kemin.

#### Wiederbelebung der Pferdezucht
Nach dem Zerfall der Sowjetunion gelang es einigen kirgisischen Züchtern, wieder vergleichsweise große Herden von etwa 40 Tieren aufzubauen. Zu Beginn der 1990er Jahre gingen die Pferdezahlen dennoch zurück. Ursache waren die großen Volksfeste zur Feier des Endes des Kommunismus, bei denen viele Pferde geschlachtet und verzehrt wurden. Aufgrund des Zerfalls der staatlichen sowjetischen Institutionen folgte eine Krise der Zucht. Dies führte zu einem geringeren Ansehen der Züchter, die Pferde genossen jedoch weiterhin hohen Status. In den 1990er-Jahren waren Pferdewagen und Kutschen weithin im Einsatz, weil die durch den Umsturz verursachte Krise zu Schwierigkeiten bei der Treibstoffversorgung führte. Erst in den 2000er Jahren begann sich die Situation zu verbessern.
Von 2003 bis 2010 gab es ein Programm der kirgisischen Regierung zur Förderung der Pferdezucht. Dieses, am 22. Mai 2003 per Regierungserlass genehmigte Programm, zielte darauf ab, die Qualität und Quantität des Viehbestands zu steigern, um genügend Pferde für die verschiedenen Absatzmärkte (Fleisch, Milch, Arbeit und Sport) zu erhalten. Erwähnenswert ist auch die Entwicklung des Ökotourismus zu Pferd seit den 2000er Jahren.

#### Das kirgisische Pferd
In den 1990er Jahren engagierten sich Einzelpersonen, dafür den ursprünglichen Kirgisen wieder aufzubauen, indem sie Tiere aus abgelegenen Gebieten zusammenführten. Jean-Louis Gouraud besuchte 1992 die wichtigsten Gestüte des Landes und bemerkte, dass das der ursprüngliche Kirgise weitgehend verschwunden war. In einem Brief an die Regierung Kirgisistans, bat er um den Schutz und die Wahrung dieses „Erbes der Menschheit“. Der damalige Landwirtschaftsminister Karipbek Arkanow versprach sich um den Wiederaufbau der Rasse zu kümmern. Laut Gouraud gelang es jedoch erst Jacqueline Ripart in den 2000er Jahren mit dem Projekt Kyrgyz Aty, das kirgisische Pferd zu fördern. Ein weiteres Projektziel war die Landbevölkerung für die Nützlichkeit des Reitens in ihrem gebirgigen Land zu sensibilisieren. Seit 2005 sind mehrere Projekte rund um den Kirgisen entstanden, insbesondere am Südufer des Yssyk-Köl. Zu diesen Festen gehören Pferderennen, Pferdespiele und Konzerte.

## Pferdezucht in Kirgisistan
Im Jahre 1948 kamen auf 100 Einwohner 41 Pferde. Der Zensus 2005 zeigte jedoch, dass die Pferdezucht nur etwa halb so wichtig ist wie die Rinderzucht.
Das Pferd wird für den Transport, sein Fleisch, seine Milch, seine Haare und sein Leder gezüchtet. Es wird auch viel für die Jagd und das Treiben von Herden benutzt. Während den 2000er-Jahren ist die Anzahl der Pferde in Kirgisistan kontinuierlich gestiegen.
| Jahr                               | 1996    | 2002    | 2006    |
| ---------------------------------- | ------- | ------- | ------- |
| Registrierte Pferde in Kirgisistan | 308.100 | 354.400 | 384.000 |

Am Ende der 2000er-Jahre war der Preis eines erwachsenen Pferdes relativ hoch und lag zwischen 1000 und 1500 US-Dollar. Die Qualität der kirgisischen Zucht ist bekannt, so reisen Pferdehändler aus dem benachbarten Kasachstan an.

### Pferderassen
Die FAO weist auf das Vorhandensein von sechs verschiedenen Rassen hin, die derzeit oder in der Vergangenheit in Kirgisistan gezüchtet wurden: das Don-Pferd, das Kirgise, der Novokirgise, das Orjol, der Russische Traber und Vollblüter. Das Gestüt Ajkol im Rajon Tong des Oblus Yssyk-Köl strebt die Züchtung verbesserter Novokirgisen durch Kreuzung mit Vollblütern für die Teilnahme an Pferderennen an, mit dem Ziel, Pferdesport und Reitspiele zu entwickeln.

### Zucht

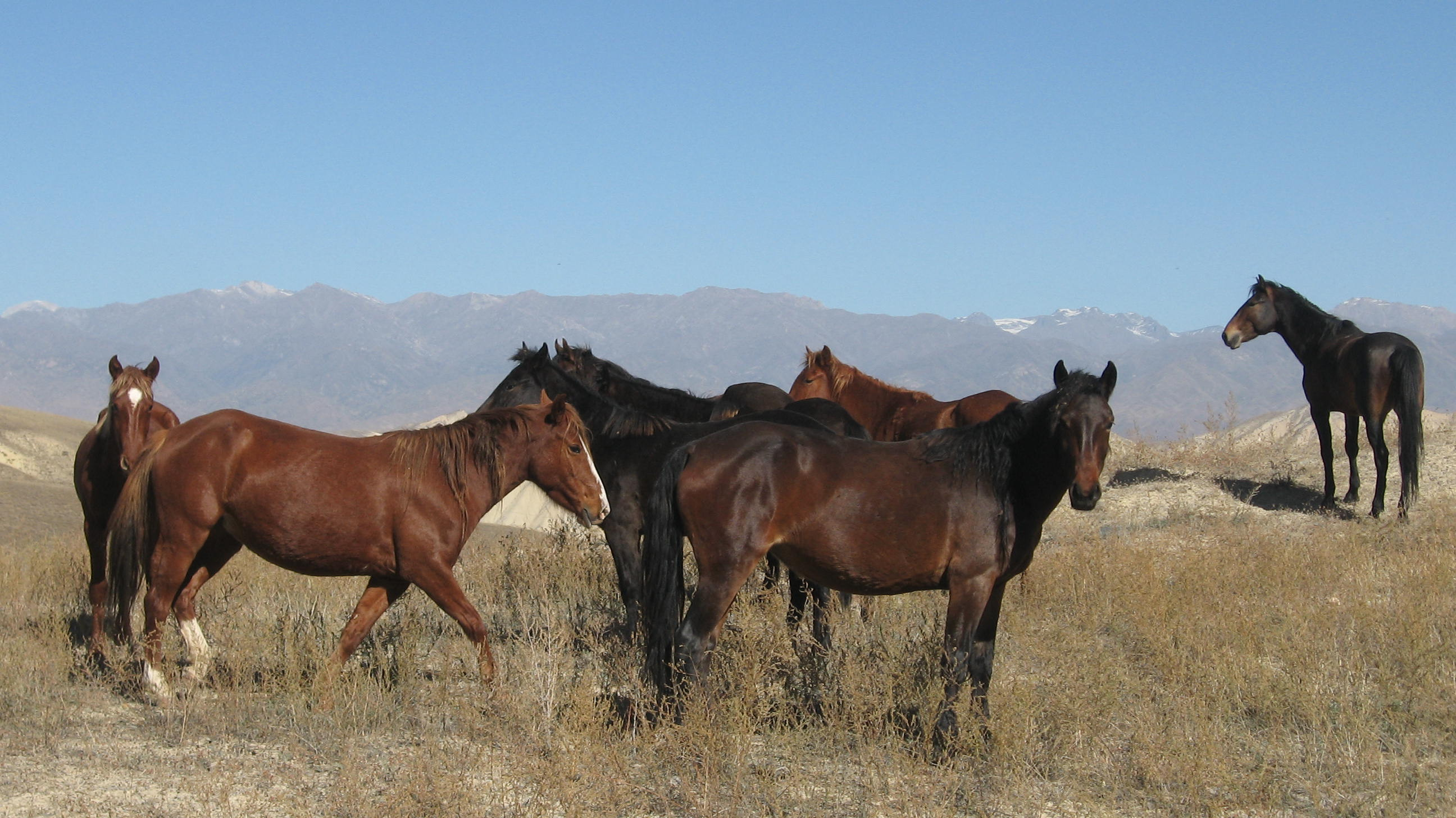
Novokirgisen für die Fleischgewinnung auf der Weide

Die Pferdezucht ist im Wesentlichen extensiv. Die Pferdehaltung hat sich insgesamt verbessert, variiert jedoch je nach Betrieb sehr stark, insbesondere in Abhängigkeit von Bestimmung des Tieres. Ein Wanderpferd oder Rennpferd wird aufgrund seines finanziellen Wertes im Allgemeinen gut behandelt, ein Arbeitspferd ist jedoch von geringem Wert. Laut Amantur Žaparov sind diese Tiere insgesamt gut versorgt. Es ist verpönt Pferde am Kopf zu schlagen oder bis zur Erschöpfung arbeiten zu lassen. Traditionelle kirgisische Heilmittel werden immer noch verwendet, aber die Kirgisen setzen auch Impfungen und Veterinärmedizin ein.
In der heißen Jahreszeit werden Arbeitstiere bei Nichtgebrauch draußen angebunden, um zu verhindern, dass sie zu weit laufen. Wenn ein Pferd großer Anstrengung ausgesetzt war, wird es angebunden und mit einem Teppich eingedeckt, damit es sich nicht verkühlt. Das Pferd wird dann zum Ausruhen einige Stunden lang angebunden gehalten und dann wieder freigelassen.
In der Freilandhaltung werden die Stuten (normalerweise 10 bis 15) mit einem Hengst zusammengetrieben und fünf bis sechs Mal am Tag zum Melken angebunden. Nachts wird die ganze Herde freigelassen. Man muss sie morgens zum ersten Melken einsammeln, was in der Regel von Frauen und Kindern durchgeführt wird. Herden, die nicht gemolken werden, sind in der Regel viel größer und werden im Sommer in völliger Freiheit auf den Sommerweiden gehalten, wobei die Hirten jeden zweiten Tag nach möglichen Wolfsangriffen und Diebstählen Ausschau halten. Pferdediebstahl ist ein Problem in Kirgisistan. Da sich die Herden weit bewegen können, helfen sich die Züchter gegenseitig, ihre Tiere zu suchen. In der kalten Jahreszeit werden die Pferde je nach Temperatur frei auf der Weide gehalten oder in den Stall geholt und mit Heu bzw. Getreide gefüttert.

## Nutzung
Zu den traditionellen Reitutensilien der kirgisischen Reiter gehören die Kamtscha genannte Peitsche, Zaumzeug und Sporen in verschiedenen Größen und Formen, die für Anfänger nicht zu empfehlen sind. Pferde werden oft mit einer bestickten Schabracke und Decke bedeckt. Ein Sattel ist sehr wertvoll und in der Anschaffung teuer.

### Falknerei

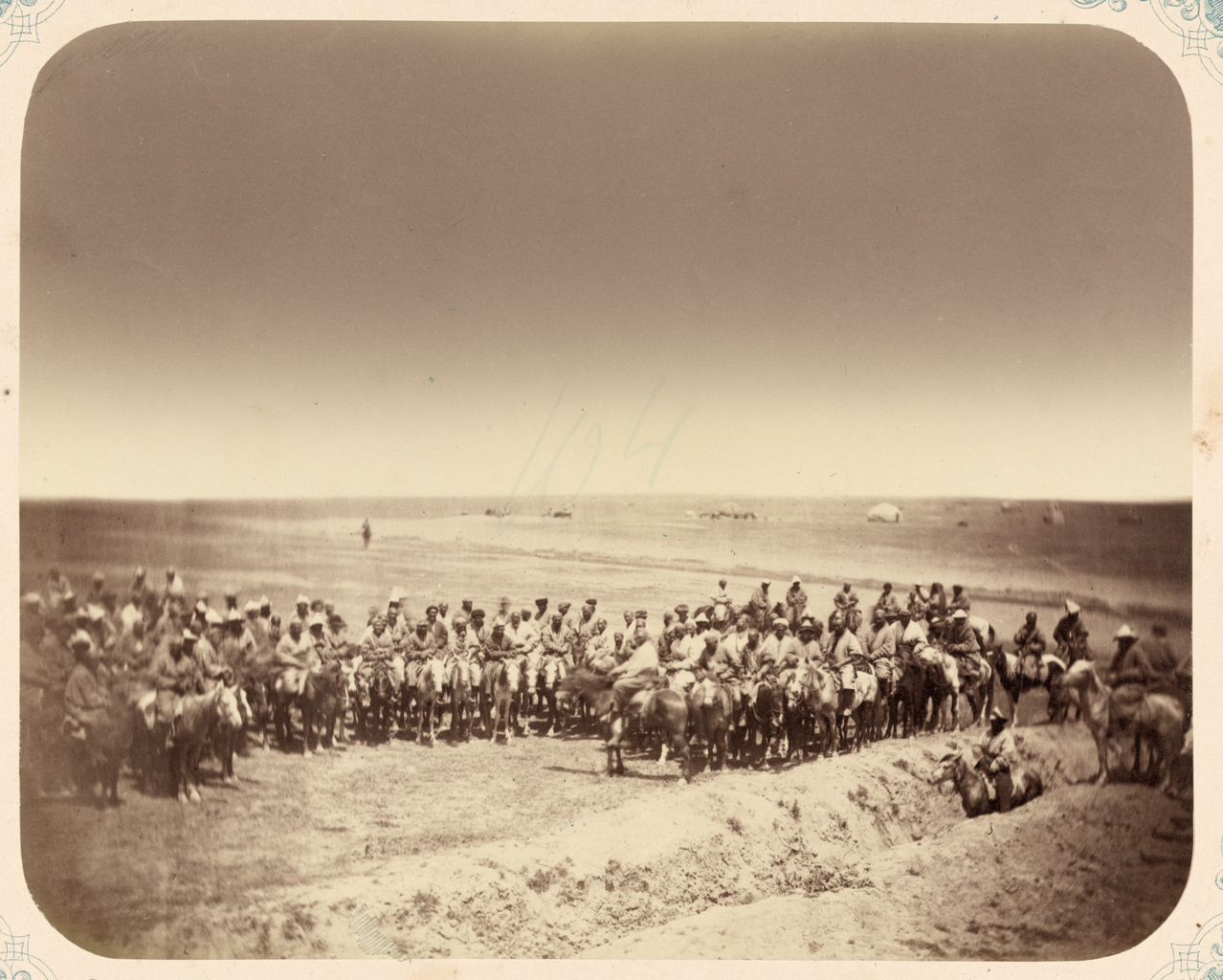
Eine Partie Kok-boru (Ziegenfangen), zwischen 1865 und 1872

Die Falknerei wird immer noch unter den nomadischen Reitern Kirgisistans, insbesondere unter den Berkutschi, praktiziert und findet bei den traditionellen Salburun-Veranstaltungen statt. Die örtlichen Jäger betrachten den Falken als Kindersache und nutzen nur den Steinadler. Die Jagdsaison findet in den vier Wintermonaten statt, in denen der Jäger normalerweise Dutzende Füchse, Dachse und sogar Luchse und Wölfe tötet.

### Reittourismus
Seit 2007–2010 hat sich Kirgisistan für den Reittourismus geöffnet, was es Hirtenfamilien ermöglicht, mit der Pferdehaltung ein zusätzliches Einkommen zu erzielen. Züchter vermieten Pferde an ausländische Touristen, damit diese reiten können. Diese Politik führte zu einer Verbesserung des Wohlbefindens der Pferde, da Züchter, die Pferde vermieten, bestrebt sind, sich gut um ihre Tiere zu kümmern. Mehrere Reiseveranstalter bieten Wanderungen mit Führern an und spenden die Gewinne an die lokale Bevölkerung.
Kirgisistan profitiert beim Ökotourismus von seinen schönen Berglandschaften. Es werden Rundritte durch die Natur mit einer Übernachtung in einer Jurte angeboten. Einige Touristen sind jedoch enttäuscht über die mangelnde Authentizität des Nomadentums und den mangelnden Respekt vor der Umwelt der Kirgisen.

### In der Küche
Wie alle nomadischen Reitervölker verzehren auch die Kirgisen Pferdefleisch und vergorene Stutenmilch (Kumys).

#### Pferdefleisch
Pferdefleisch gilt als prestigeträchtig, daher sein Verzehr besonders bei Menschen mit hohem sozialen Status verbreitet. Klassischerweise erfolgt bei Einbruch der ersten Kälte eine große Schlachtung, um Reserven für den Winter zu sammeln. Im Norden des Landes und im Süden bei Kara-Suu und Arawan, insbesondere im Zusammenhang mit Festen, hat das Essen von Pferden traditionell eine größere Bedeutung als im Süden, wo der Einfluss des Islam, der vom Verzehr abrät, stärker zu spüren ist. Obwohl der Verzehr von Pferdefleisch insgesamt zunimmt, ist diese Nutzungsform zweitrangig.

#### Stutenmilch

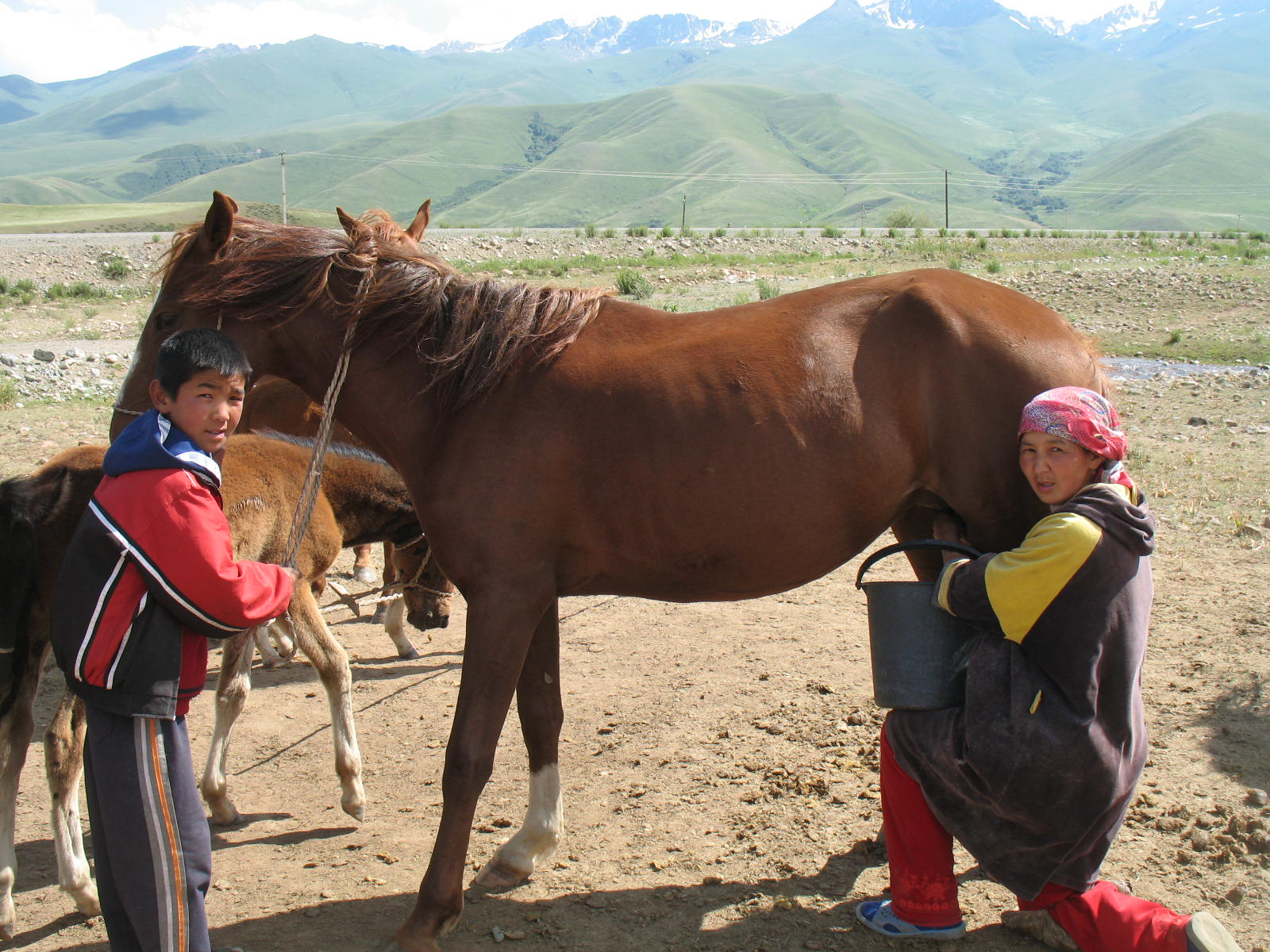
Ein Pferd wird im Suusamyr-Tal gemolken.

Wie in den meisten Ländern mit turko-mongolischer Bevölkerung ist der Verzehr von Stutenmilch in Kirgisistan Tradition. Seit dem Ende des Kommunismus hat die Popularität deutlich zugenommen. Die Kirgisen konsumieren diese Milch frisch oder fermentiert. Eine weit verbreitete Meinung besagt jedoch, dass diese Milch direkt nach dem Melken noch heiß geschluckt werden sollte, damit sie alle ihre Eigenschaften behält. Die Beliebtheit von Stutenmilch hat zu einem Anstieg ihres Verkaufspreises geführt, der im Jahr 2011 in der Größenordnung von 50 Som pro Liter oder umgerechnet drei Euro lag. In der Vergangenheit war der Handel mit Stutenmilch nicht üblich, angenommen wurde, dass Stutenmilch sich nicht verkaufen würde. Mittlerweile ist diese Zurückhaltung überwunden und es ist möglich, diese Milch in Geschäften zu erhalten, und lokale Unternehmen haben sich auf die Produktion der Milch spezialisiert. Diese Unternehmen beziehen ihre Vorräte direkt von Wanderhirten.

### In der Kultur
In der Nomadenkultur Kirgisistans wird das Pferd in Epen, Gedichten und Erzählungen von Entdeckern gerühmt. Es wird dem Menschen gleichgestellt und als besonders romantisches Tier beschrieben. Im Manas-Epos heißt es unter anderem, dass die Übergabe seines Pferdes für einen Krieger die schlimmste Demütigung und der Unterzeichnung seines Todesurteils gleichkomme. Kirgisische Epen und Folklore sind reich an Geschichten, in denen das Pferd nach dem Vorbild von Tchal-Kouyrouk seine unbesiegbare Kraft auf seinen Herrn überträgt.
Das Pferd spielt in den kirgisischen Sprichwörtern eine große Rolle. Eines lautet: mit deinem Vater kennst du die Menschen, mit deinem Pferd kennst du das Land, ein anderes besag: Die Flügel eine Mannes sind sein Pferd. In seinen Reiseberichten (1960) schreibt Víctor Itkovich unter anderem: „Wenn Sie nur noch einen Tag zu leben haben, verbringen Sie die Hälfte davon im Sattel!“ und „Nur ein Pferd und ein angenehmes Gespräch können eine lange Reise verkürzen.“. Als Hochzeitsgeschenk ist es üblich, den Schwiegereltern ein Pferd anzubieten und sie während der Hochzeitszeremonie mit Pferdefleisch und Innereien zu versorgen. Pferde werden seit dem Ende des Kommunismus auch als Teil von Initiationsriten und Kalenderfeiern verwendet. Die Kirgisen hängen an ihren Pferden. Wenn eines von ihnen stirbt, trauern sie darum.
In der Stadt Karakol starb 1888 der Entdecker des Przewalski-Pferdes, Nikolai Przewalski. Er notiert, dass diese Wildpferde bei den Kirgisen als Kertag bekannt seien. Es war auch ein Kirgise, der das erste untersuchte Exemplar in der Dsungarei erlegte. Josef Schowanek spricht in seiner Kolumne von Kirgisistan als einem Königreich, das durch seine Pferde definiert wird, in dem sie niemals eingesperrt sind, sondern frei und stolz leben. Darüber hinaus profitiere der Mensch in den Epen von der Hilfe der Pferde.

#### Opfer
Die Turkvölker opfern das Pferd ebenso wie die Mongolen, doch im Gegensatz zu diesen ist dieser Ritus bei den Kirgisen vor allem aus schriftlichen Quellen bekannt. Bei den Jenissei-Kirgisen war es üblich, das Pferd zusammen mit seinem Besitzer zu begraben, da das Tier als Wegweiser für seinen Herrn im Jenseits gilt. Das Ziel besteht darin, die Toten und ihre Besitztümer von den Lebenden fernzuhalten. Deshalb wird das Pferd normalerweise geopfert oder seltener freigelassen. Bestattungsrituale werden immer im Rahmen einer „Rückkehr in die Vergangenheit“ praktiziert, also zu Traditionen aus der Vorsowjetzeit. Die Kirgisen praktizieren einen starken Ahnenkult und machen wütende Arbak (Ahnengeister) für die meisten Probleme verantwortlich. Um sie zu besänftigen, ist es üblich, ein oder mehrere Pferde zu opfern. Ebenso muss nach einem Todesfall ein vierzigtägiger Ritus mit Opferungen und Lesen des Korans eingehalten werden, um den Geist des Verstorbenen zu besänftigen. Im Jahr 1886 empfingen die Solto zur Trauerzeremonie, die den Tod ihres Manap Baytik begleitete, 40.000 Menschen und opferten fast 7.000 Pferde. Im Jahre 1912, kurz vor der Sowjetzeit, veranstalteten die Nordkirgisen anlässlich des Todes ihres „Manap“ Shabdan ein Fest für 50.000 Menschen und schlachteten dafür 2.000 Pferde. Diese Zeremonien werden oft von Pferderennen begleitet. Obwohl viele verschiedene Tiere geopfert und verzehrt werden können (insbesondere Rinder und Schafe), ist Pferdefleisch die obligatorische Zutat dieser Bestattungsfeste (kirgisisch ash). Die Zeremonie wird nur anerkannt, wenn dabei mindestens ein Pferd geschlachtet wurde. Es scheint, dass in der Vergangenheit nur die Tiere der Verstorbenen geopfert wurden. Die Zeremonie hat sich jedoch verändert und jeder Gast bringt ein oder mehrere zu opfernde Tiere mit. Aus religiösen Gründen und um eine ausreichende Zuchtbasis zu erhalten, ist es verboten, Hengste zu opfern. Im Allgemeinen werden junge Hengste und weibliche Fohlen sowie unfruchtbare oder unbefruchtete Stuten geschlachtet. Das Tier wird am häufigsten rituell geschlachtet, mit Anrufungen, der Lektüre des Korans durch den Mullah und der Rezitierung der „bismilla“ („im Namen Allahs“). Die anschließende Mahlzeit wird sorgfältig ritualisiert, die Knochen des Pferdes werden geschnitten und dann mit einer Axt in mehrere Stücke gebrochen, die dann serviert werden.
Die von den Kirgisen in Xinjiang gesammelten Zeugnisse geben sehr genaue Einzelheiten zu diesen Ritualen. Das Haar des Pferdes wird geschnitten, manchmal wird es mit einem Sattel bedeckt, auf dem alle anderen Teile des Geschirrs gestapelt sind. Dem Tier ist das Reiten verboten, bis es geopfert wird. Es kommt auch vor, dass es nicht geopfert, sondern dem Mullah im Austausch für die Erlösung der Sünden des Verstorbenen übergeben wird. Anschließend erfolgt eine symbolische Verwandlung des Pferdes in ein Fahrzeug in das Jenseits, die Einzelheiten dieses Rituals sind jedoch nicht bekannt. Ein Ash ist erst dann vollständig, wenn dabei auch Rennen und Pferdespiele stattfinden, wobei der Geist des Verstorbenen nach lokalem Glauben Einfluss auf die Ergebnisse dieser Spiele hat.

### Das Pferd als Nationalsymbol

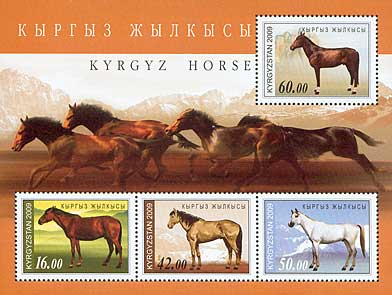
Briefmarke aus dem Jahr 2009

Laut Carole Ferret haben die kirgisischen Behörden ebenso wie die Russen, die Jakuten und die Turkmenen Pferderassen für Identitätszwecke genutzt. Die Russen versuchten, die lokale kirgisische Rasse durch die Schaffung des Novokirgisen weiterzuentwickeln, und in diesem Prozess den Wunsch, ein neues Pferd für einen neuen Mann zu erhalten. Die nationale Pferderasse wurde ebenso wie Sprache und Territorium zu einem Symbol der nationalen Identität. Seitdem wird die Zucht des ursprünglichen, kleineren Kirgisen weithin gefördert. Allerdings legen kirgisische Feldspieler und Reiter „keinen großen Wert auf die Rasse oder Größe ihrer Pferde“. Für die kirgisische Regierung ist die Wiederentdeckung der nationalen Pferderasse „Ausdruck eines [...] Wunsches nach Authentizität“.